# Ташкентский государственный педагогический университет имени Низами
Национальный педагогический университет Узбекистана имени Низами (узб. Nizomiy nomidagi Oʻzbekiston milliy pedagogika universiteti / Низомий номидаги Ўзбекистон миллий педагогика университети.). Является одним из крупнейших высших учебных заведений Узбекистана. До получения статуса национального университета учреждение носило название Ташкентский государственный педагогический университет имени Низами. Прежнее название в советское время: Ташкентский государственный педагогический институт (ТГПИ).

## История создания университета
Национальный педагогический университет Узбекистана имени Низами, по праву признанный одним из ведущих среди высших учебных заведений стран СНГ был создан на базе факультета педагогики Центрально-Азиатского университета согласно приказу комиссариата по народному образованию Республики Узбекистан №1364 от 14 сентября 1935 года
С 1953 по 1998 год это учреждение также называлось Ташкентским педагогическим институтом. В 1947 году он был переименован в Ташкентский государственный педагогический институт имени Низами.
В 1961 году к институту был присоединён Ташкентский вечерний педагогический институт имени В. Г. Белинского.
Постановлением Кабинета Министров Республики Узбекистан №77 от 24 февраля 1998 года Ташкентскому государственному педагогическому институту присвоен статус университета.
В 2025 году на базе ТГПУ был создан Национальный педагогический университет Узбекистана имени Низами. Это решение направлено на усиление роли вуза в подготовке педагогических кадров и развитии системы образования страны.
Университет имеет свою достоверную историю и традиции, в университете учились и работали сотни известных представителей, внесших большой вклад в развитие системы образования, науки, искусства и культуры нашей страны.
В состав команды вуза входят академики: Сидик Раджабов, Шоназар Шоабдурахманов, Эркин Юсупов, Пулат Хабибуллаев, Мазлума Аскарова, поэты и писатели: Зульфия, Максуд Шайхзаде, Саид Ахмад, Иззат Султан, Шухрат, Туроб Тола, Мирмухсин, народный артист Малик Набиев.
В общей сложности с момента создания университетом более 300 тысяч специалистов, окончивших университет за его почти 90-летнюю историю, активно участвуют в развитии системы образования не только Узбекистана, но и в различных странах мира.

## Общая информация
Общая площадь университета составляет 77074,25 кв м., в частности учебная площадь — 24694 м².
В настоящее время университет насчитывает 14 факультетов( физико-математический, естественные науки, педагогики, психологии и дефектологии, иностранных языков,  истории, профессионального образования, начального образования и физической культуры и  допризывного военного образования) и 47 кафедры. Ведется подготовка специалистов по 31 направлению бакалавриата и 29 специальностям магистратуры.
Профессорско-преподавательский состав ВУЗа насчитывает: 80 профессоров, 65 докторов наук, более 580 кандидатов наук, доцентов. Более 780 преподавателей обучают студентов бакалавриата и магистратуры основам наук. Университет располагается в 8 учебных корпусах.

## Музеи университета
В настоящее время в университете работает музейный комплекс, состоящий из музея истории университета, археологического и учебного зоологического музеев.

## Известные выпускники
Среди выпускников университета много известных людей: З. Нуриддинов, Шукрулло, Шухрат, Саид Ахмад, У. Абдураззаков, Г. Гулям, П. Мумин, И. Султанов, академик Шаниязов, генерал-лейтенант Худайбергенов Т. и другие.